# Rolls-Royce Corniche 2000
De Rolls-Royce Corniche, geïntroduceerd in januari 2000, was de vijfde generatie van de naam Corniche en tevens het vlaggenschip van de toenmalige modellenlijn. Het was de duurste auto die Rolls-Royce in haar catalogus had met een prijs van € 285.521. In 2002 werd het model na 374 handgebouwde exemplaren stopgezet. Het laatste exemplaar werd op 30 augustus van dat jaar gebouwd.
Veel stijlelementen waren overgenomen van de Silver Seraph, maar mechanisch had de Corniche weinig mee van dat model. De Corniche werd op het platform van de gelijkaardige Bentley Azure gezet. Daarmee is het de enige Rolls-Royce die afstamt van een Bentley in plaats van omgekeerd. De Corniche was ten slotte de laatste Rolls-Royce die uitkwam voor het merk werd overgenomen door BMW en de laatste die werd gebouwd in de fabriek in Crewe die daarna uitsluitend Bentleys produceerde.
De Corniche was, zoals de gewoonte bij het merk, uitstekend uitgerust. Hij was voorzien van een leren interieur, wollen vloermatten, verchroomde metertjes, interieurafwerking in exotische houtsoorten, klimaatregeling met twee niveaus en een zes-CD wisselaar.

## Technisch
De Corniche V wordt voortbewogen door een turbogeladen 6748 cc V8 die een enorm koppel van 738 Nm levert bij 2100 RPM. Die is gekoppeld aan een automatische vierversnellingsbak en laat een topsnelheid van 220 km/u toe. Met een gewicht van meer dan 2,7 ton was de Corniche eerder ontworpen voor het comfort dan voor snelheid.

## RR02 2007
De opvolger van de Corniche 2000 is bevestigd te zullen worden gebouwd vanaf 2007 in de fabriek in Goodwood. Mogelijk zal dat model, dat de codenaam RR02 draagt, de Corniche-naam verderzetten. Het model is geïnspireerd door het Rolls-Royce 100EX prototype dat in 2004 werd getoond.